# 閼陋頭
劉閼陋頭（?—?），一作劉閼頭，十六國時期匈奴支系鐵弗部首領，為劉烏路孤之子，前任首領劉務桓之弟。

## 生平
356年（東晉永和十二年、前秦壽光二年），務桓去世，閼陋頭繼立。
閼陋頭繼位後，有背叛代國之意，然不久復受代國之逼，請求投降。
358年，閼陋頭因領導無方，部落多叛，遂率殘部向東逃走，乘黃河結冰之際渡河，半渡而冰已融解，未渡之部眾盡歸其侄劉悉勿祈（魏書則載閼陋頭係為悉勿祈所逐），閼陋頭則逃亡至代，後不知所終。

## 家庭

### 曾祖父
- 刘去卑，匈奴右贤王。

### 祖父
- 誥升爰，在劉猛被殺後，繼任右賢王，成為鐵弗部領袖。

### 父
- 刘虎，匈奴支系铁弗部首领。

### 哥哥
- 刘务桓，铁弗部部首领。

### 侄子
- 劉悉勿祈，刘务桓子，358年叔父刘阏头率残部向东逃走，部众散归悉勿祈。

| 前任： 劉務桓 | 鐵弗部首領 356年－358年 | 繼任： 劉悉勿祈 |